# صحارى مول
صحارى مول (بالإنجليزية: Sahara Mall)‏ ، هي إحدى المجمعات التجارية الشهيرة في مدينة الرياض ، تملك متجر صحارى مول نحو 180 محلا تجاريا ، والتي تتكون من الكافتيريا وأسواق التجارية ومحلات مخصصة لألعاب الأطفال والمطاعم ذات الوجبات السريعة ونحو ذلك، وقد أسست في شهر ديسمبر سنة 1997م

## المصدر
1. ↑  Riyadh Sahara Mall - King Fahd District, Riyadh, Saudi Arabia (KSA) (مركز صحارى الرياض) - TEN Yellow Pages نسخة محفوظة 20 يونيو 2017 على موقع واي باك مشين.

## وصلات خارجية
- الموقع الرسمي